# FMA SAIA 90
FMA SAIA 90 je bil predlagani dvomotorni nadzvočni lovec, ki ga je v 1980-ih razvijalo argentinsko podjetje FMA (Fabrica Militar de Aviones) s pomočjo Dornierja. SAIA 90 je bil zadnji korak v projektu ACA (Avión Caza Argentino). 

## Specifikacije
- Tip: Večnamenski lovec
- Posadka: 1, možen tudi dvosedežnik
- Dolžina: 15,53 m
- Višina: 3,96 m
- Razpon kril: 10,95 m
- Površina kril: 30 m²
- Prazna teža: 7800 kg
- Maks. vzletna teža: 14500 kg
- Maks. obremenitev kril: 266,67 kg/m²
- Največja hitrost: Mach 2,25
- Največja hitrost vzpenjanja: 15000 m/min
- Višina leta: 15000 m
- Dolet: 3380 km
- Motor: 2x GE F404 turbofan
- Orožje: do 5000 kg na 11 nosilcih, en revolverski top

## GLej tudi
- IA 63 Pampa
- General Dynamics F-16 Fighting Falcon
- JF-17 Thunder
- IAI Lavi
- Novi Avion
- Lovec četrte generacije